# La Roue Tourangelle 2019
La 18.ª edición de la clásica ciclista La Roue Tourangelle fue una carrera en Francia que se celebró el 7 de abril de 2019 con inicio en la ciudad de Chinon y final en la ciudad de Tours sobre un recorrido de 186 kilómetros.
La carrera formó parte del UCI Europe Tour 2019, dentro de la categoría UCI 1.1. El vencedor fue el belga Lionel Taminiaux del Wallonie Bruxelles seguido del estadounidense Robin Carpenter del Rally UHC y el francés Marc Sarreau del Groupama-FDJ.

## Equipos participantes
Tomaron parte en la carrera 19 equipos: 2 de categoría UCI WorldTeam; 12 de categoría Profesional Continental; y 5 de categoría Continental. Formando así un pelotón de 127 ciclistas de los que acabaron 102. Los equipos participantes fueron:
| WorldTeams (2)- AG2R La Mondiale - Groupama-FDJ Equipos continentales profesionales (12)- Cofidis, Solutions Crédits - Direct Énergie - Vital Concept-B&B Hotels - Arkéa-Samsic - Delko-Marseille Provence - Androni Giocattoli-Sidermec - Rally UHC Cycling - Israel Cycling Academy - Euskadi Basque Country-Murias - Caja Rural-Seguros RGA - Manzana Postobón - Wallonie Bruxelles Equipos continentales (5)- Natura4Ever-Roubaix Lille Métropole - Saint Michel-Auber 93 - Team Vorarlberg-Santic - Swiss Racing Academy - Amore & Vita-Prodir |
| |

## Clasificación final
- Las clasificaciones finalizaron de la siguiente forma:[3]

| \| Clasificación general \| Clasificación general \| Clasificación general \| Clasificación general \| Clasificación general \| \| Ciclista \| Ciclista \| Equipo \| Tiempo \| \| \| --------------------- \| --------------------- \| -------------------------- \| --------------------- \| --------------------- \| \| 1.º \| Lionel Taminiaux \| Wallonie Bruxelles \| 4 h 23 min 35 s \| \| \| 2.º \| Robin Carpenter \| Rally UHC Cycling \| + 0 s \| \| \| 3.º \| Marc Sarreau \| Groupama-FDJ \| + 12 s \| \| \| 4.º \| Thomas Boudat \| Direct Énergie \| + 12 s \| \| \| 5.º \| Nacer Bouhanni \| Cofidis, Solutions Crédits \| + 12 s \| \| \| 6.º \| Bryan Coquard \| Vital Concept-B&B Hotels \| + 14 s \| \| \| 7.º \| Baptiste Planckaert \| Wallonie Bruxelles \| + 14 s \| \| \| 8.º \| Samuel Dumoulin \| AG2R La Mondiale \| + 14 s \| \| \| 9.º \| Clément Russo \| Arkéa-Samsic \| + 14 s \| \| \| 10.º \| Kévin Le Cunff \| Saint Michel-Auber 93 \| + 14 s \| \| |                     |                            |                 |
| |                     |                            |                 |
| Fuente: ProCyclingStats |                     |                            |                 |
| Clasificación general |                     |                            |                 |
| Ciclista | Ciclista            | Equipo                     | Tiempo          |
| 1.º | Lionel Taminiaux    | Wallonie Bruxelles         | 4 h 23 min 35 s |
| 2.º | Robin Carpenter     | Rally UHC Cycling          | + 0 s           |
| 3.º | Marc Sarreau        | Groupama-FDJ               | + 12 s          |
| 4.º | Thomas Boudat       | Direct Énergie             | + 12 s          |
| 5.º | Nacer Bouhanni      | Cofidis, Solutions Crédits | + 12 s          |
| 6.º | Bryan Coquard       | Vital Concept-B&B Hotels   | + 14 s          |
| 7.º | Baptiste Planckaert | Wallonie Bruxelles         | + 14 s          |
| 8.º | Samuel Dumoulin     | AG2R La Mondiale           | + 14 s          |
| 9.º | Clément Russo       | Arkéa-Samsic               | + 14 s          |
| 10.º | Kévin Le Cunff      | Saint Michel-Auber 93      | + 14 s          |

## UCI World Ranking
La Roue Tourangelle otorgó puntos para el UCI World Ranking para corredores de los equipos en las categorías UCI WorldTeam, Profesional Continental y Equipos Continentales. Las siguientes tablas son el baremo de puntuación y los 10 corredores que obtuvieron más puntos:
| Posición   | 1.º | 2.º | 3.º | 4.º | 5.º | 6.º | 7.º | 8.º | 9.º | 10.º | 11.º | 12.º | 13.º-15.º | 16.º-25.º |
| Puntuación | 125 | 85  | 70  | 60  | 50  | 40  | 35  | 30  | 25  | 20   | 15   | 10   | 5         | 3         |

| Clasificación |                     |                            |        |
| Posición      | Ciclista            | Equipo                     | Puntos |
| ------------- | ------------------- | -------------------------- | ------ |
| 1.º           | Lionel Taminiaux    | Wallonie Bruxelles         | 125    |
| 2.º           | Robin Carpenter     | Rally UHC                  | 85     |
| 3.º           | Marc Sarreau        | Groupama-FDJ               | 70     |
| 4.º           | Thomas Boudat       | Direct Énergie             | 60     |
| 5.º           | Nacer Bouhanni      | Cofidis, Solutions Crédits | 50     |
| 6.º           | Bryan Coquard       | Vital Concept-B&B Hotels   | 40     |
| 7.º           | Baptiste Planckaert | Wallonie Bruxelles         | 35     |
| 8.º           | Samuel Dumoulin     | AG2R La Mondiale           | 30     |
| 9.º           | Clément Russo       | Arkéa Samsic               | 25     |
| 10.º          | Kévin Le Cunff      | Saint Michel-Auber93       | 20     |